# Регресія (статистика)

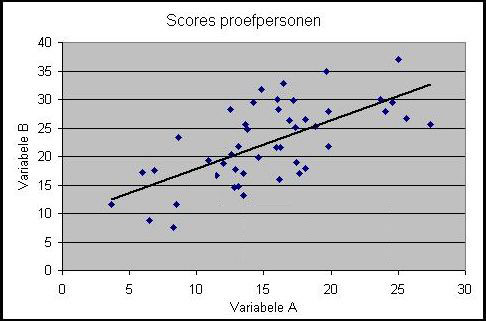
Лінійна регресія

Нелінійна регресія

Регре́сія (англ. regression, нім. Regression f) — форма зв'язку між випадковими величинами. Закон зміни математичного сподівання однієї випадкової величини залежно від значень іншої. Розрізняють прямолінійну, криволінійну, ортогональну, параболічну та інші регресії, а також лінію і площину регресії.
Крива регресії Y на Х є залежність умовного математичного сподівання величини Y від заданого значення Х:
my/x = φ (х, а, b, c, …),
де а, b, c, … — параметри рівняння регресії.